# Ida Christensen
Ida Christensen píšící pod pseudonymem Adi (5. listopadu 1885 – 29. ledna 1966) byla dánská esperantská spisovatelka, autorka povídky La forto de l' vero („Síla pravdy“, 1945). Esperanto se naučila ve svých 50 letech v roce 1936, brzy se stala redaktorkou časopisu dánských esperantistů a několik let byla také předsedkyní kodaňského esperantského klubu. Vedla pravidelné mezinárodní kurzy esperanta ve městech Helsingør a Vejle.